# Arnold Palmer (bebida)
El Arnold Palmer es una combinación no alcohólica de té helado y limonada. Este nombre se usa comúnmente en Estados Unidos y proviene del golfista profesional Arnold Palmer, conocido por pedir y beber con frecuencia esta combinación de bebidas; algunos atribuyen la invención de la bebida al golfista.
Una versión alcohólica de la bebida (generalmente hecha con vodka) a menudo se conoce como John Daly. Sin embargo, la compañía cervecera estadounidense MillerCoors comenzó a comercializar y distribuir en 2018 una versión de esta bebida a base de malta, disponible comercialmente con el nombre de Arnold Palmer Spiked.

## Historia

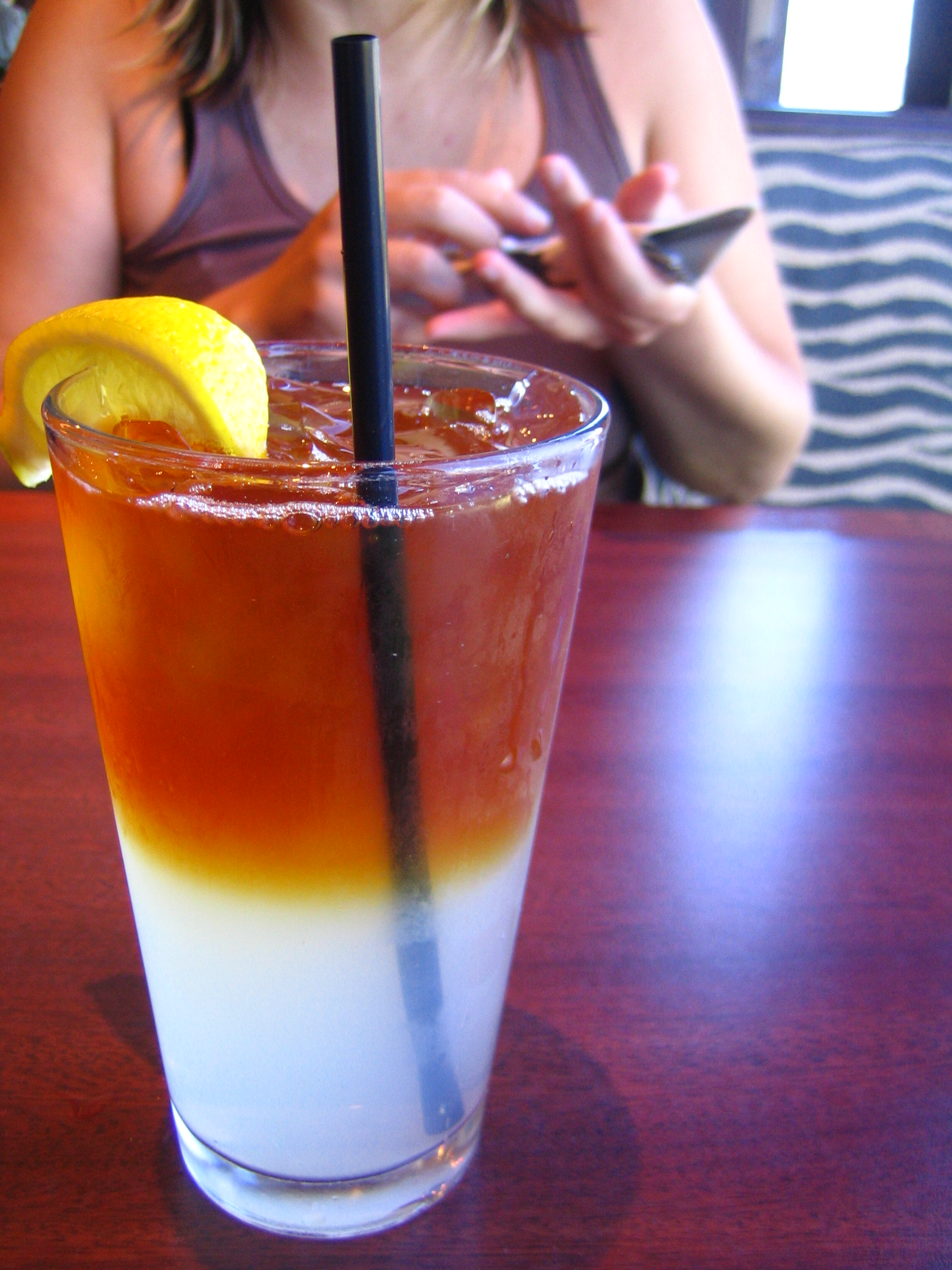
Arnold Palmer es una mezcla sin alcohol de té helado y limonada.

En 2012, fue filmado un documental sobre esta bebida, en el cual colaboró el mismo Palmer, así como varios profesionales de la coctelería, un grupo de golfistas de la PGA y el comediante Will Arnett, quienes trataban la historia y la popularidad de la bebida. En el documental, Palmer atribuye la divulgación del nombre a un incidente ocurrido en un restaurante de Palm Springs (California) a finales de los años 1960, en el que, tras un largo día diseñando un campo de golf, pidió la bebida y otra clienta pidió lo mismo: «yo también tomaré esa bebida de Arnold Palmer».
Palmer prefería tres partes de té sin azúcar a una parte de limonada, pero cuando se mezclan partes iguales de té y limonada, la bebida a veces se llama Half & Half.
Según una camarera del Augusta National Golf Club, Palmer pidió la bebida que lleva su nombre diciendo: «Tomaré un Mr. Palmer». Cuando Palmer visitó el Latrobe Country Club en su ciudad natal, el personal de la choza de refrigerios le sirvió la bebida a él o a su esposa, Kit, sin que nadie se lo pidiera: «el Sr. Palmer nunca debería tener que pedir la bebida que lleva su nombre».